# L'Aubert
|  | Per a altres significats, vegeu «l'Aubert (Tavertet)». |

l'Aubert és un mas al terme de la Vall d'en Bas (la Garrotxa) protegit com a bé cultural d'interès local.

## Arquitectura

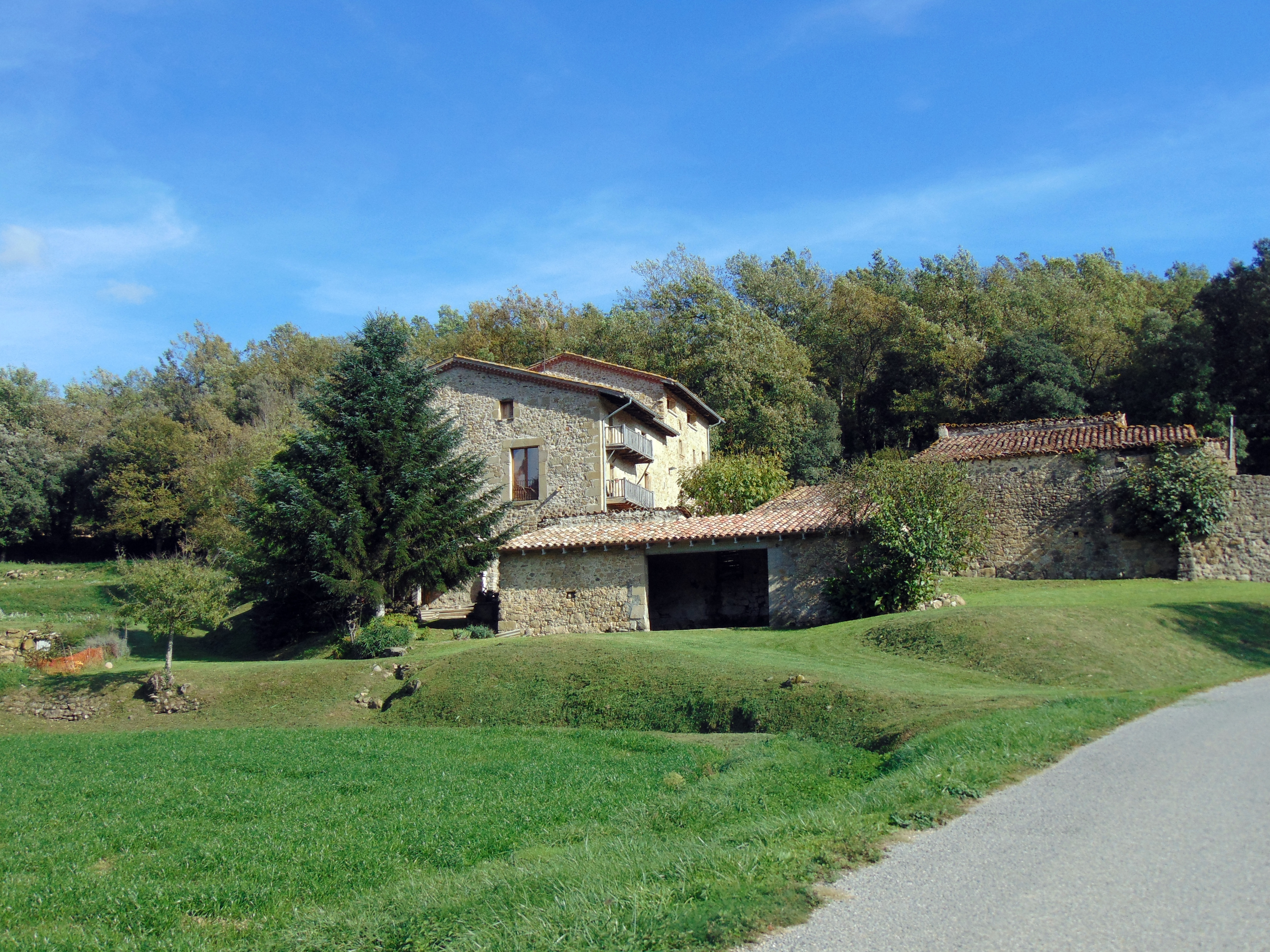

És un edifici civil, un gran casal de diferents cossos, units entre ells per un mur i formant dues llices. A la façana principal hi ha un portal dovellat a sobre de la qual hi ha una finestra de pedra treballada i més amunt una altra amb motius renaixentistes. A banda i banda de la façana principal hi ha un pedrís i dos abeuradors. Altres edificis, com corrals, cabanes i una era que forma una altra lliça, formen la resta del conjunt.

## Història
La data més antiga, localitzada al femer, és de 1666 i en dos balcons hi ha dates més recents, del 1842 i 1832. En una classificació que realitzà Antoni Noguera sobre la etimologia de diferents masos, considera l'Aubert com un nom de persona d'origen germànic i documentat als segles IX i X. La gran expansió d'aquest mas es produiria al segle xvii per refermar-se al llarg del segle xix.